# Neptunocène
Le neptunocène est un actinocène de formule chimique (η8-C8H8)2Np. Il s'agit d'un composé sandwich formé d'un atome de neptunium à l'état d'oxydation +4 entre deux anions cyclooctatétraénure C8H82−. Il se présente sous la forme d'un solide brun-rouge foncé qui est assez réactif au contact de l'air et prend une teinte jaune en solution dans des composés organochlorés, dans lesquels il est faiblement soluble,,,,.
Le neptunocène est chimiquement analogue à l'uranocène (η8-C8H8)2U et au plutonocène (η8-C8H8)2Pu, et ces composés présentent tous trois une réactivité chimique quasiment identique. Ils sont insensibles à l'eau et aux bases diluées, mais réagissent avec l'air et forment rapidement des oxydes,, ; tous trois sont légèrement solubles dans des solvants aromatiques ou organochlorés comme le benzène, le toluène, le tétrachlorométhane CCl4 ou le chloroforme CHCl3, avec une concentration de saturation d'environ 10−3 mol/L,,,.

## Structure
La géométrie moléculaire du neptunocène a été déterminée par cristallographie aux rayons X. Les cycles cyclooctatétraénure C8H82− sont plans avec huit liaisons C–C équivalentes, de longueur 138,5 pm, les cycles étant parallèles dans une conformation éclipsée. La distance entre l'atome de neptunium et le centroïde de chaque cycle est de 190,9 pm et les liaisons Np–C ont pour longueur 263,0 pm.
Le neptunocène cristallise dans le système monoclinique avec le groupe d'espace P21/n (no 14), isomorphe des cristaux d'uranocène et de thorocène (en), mais pas de ceux de plutonocène.

## Synthèse
Le neptunocène a été préparé pour la première fois en 1970 en faisant réagir du chlorure de neptunium(IV) NpCl4 avec du cyclooctatétraénure de dipotassium K2C8H8 dans l'éther diéthylique ou le tétrahydrofurane (THF) :
NpCl4 + 2 K2C8H8 ⟶ (η8-C8H8)2Np + 4 KCl.
Les mêmes conditions de réaction ont été réproduites de manière régulière depuis lors pour la synthèse de ce composé,.